# 3M-51 Alfa
El P-900 Alfa (o también P-900A Alfa, П-900 3М51 Альфа Alfa AFM-L, designación GRAU 3M51) es un misil antibuque (con capacidades de ataque terrestre) desarrollado a partir del Kalibr (3M14), P-800 Oniks y P-700 Granit.
El misil tiene un motor tipo Granit. Puede operarse en submarinos de la clase Yasen y cargarse en barcos. Se están desarrollando versiones costeras del misil antibuque. El misil se desarrolló por NPO Mashinostroyeniya.
El nuevo misil de crucero fue diseñado para su uso en la Armada rusa. La modernización del crucero de batalla clase Kirov, otros cruceros de batalla, destructores y cruceros nuevos pueden incluir el 3M-51 Alfa que puede reacondicionarse en barcos con lanzadores de misiles Zircon, Grom Meteorit, GELA, P1200 Bolid o P-1000 Vulkan existentes.